# MAN SL 200
MAN SL 200 – standardowy autobus miejski (tzw. I generacji VÖV), produkowany w latach 1973–1986 przez niemiecką firmę MAN.

## Historia modelu

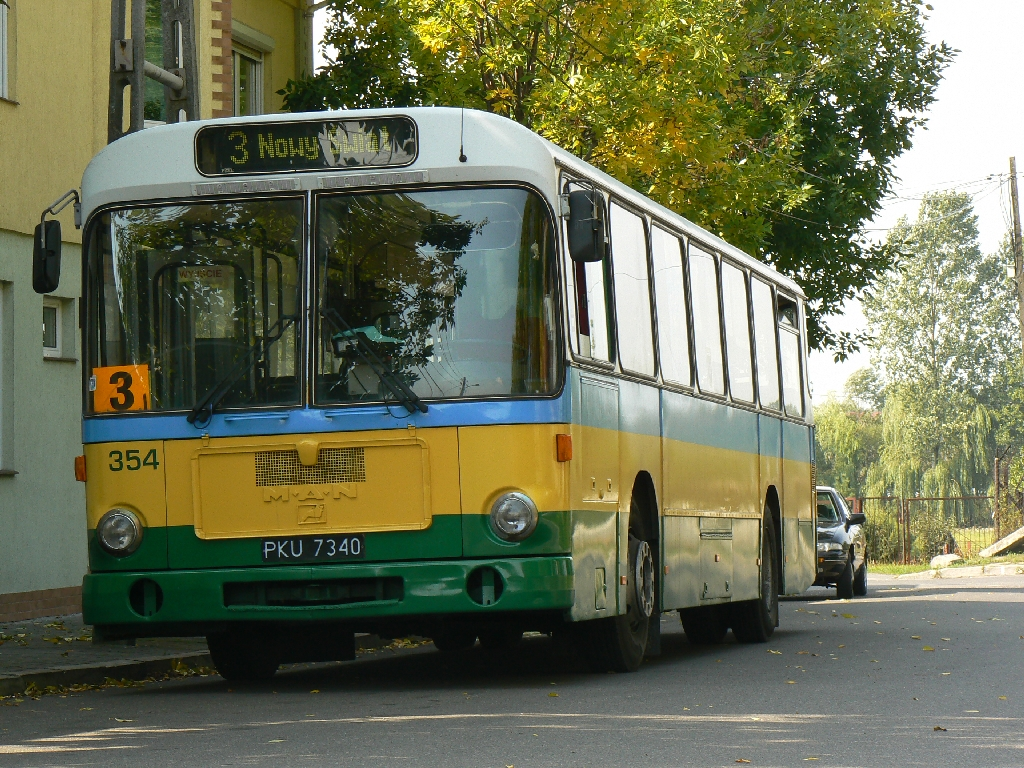
MAN SL 200 z 1980 roku w Bełchatowie

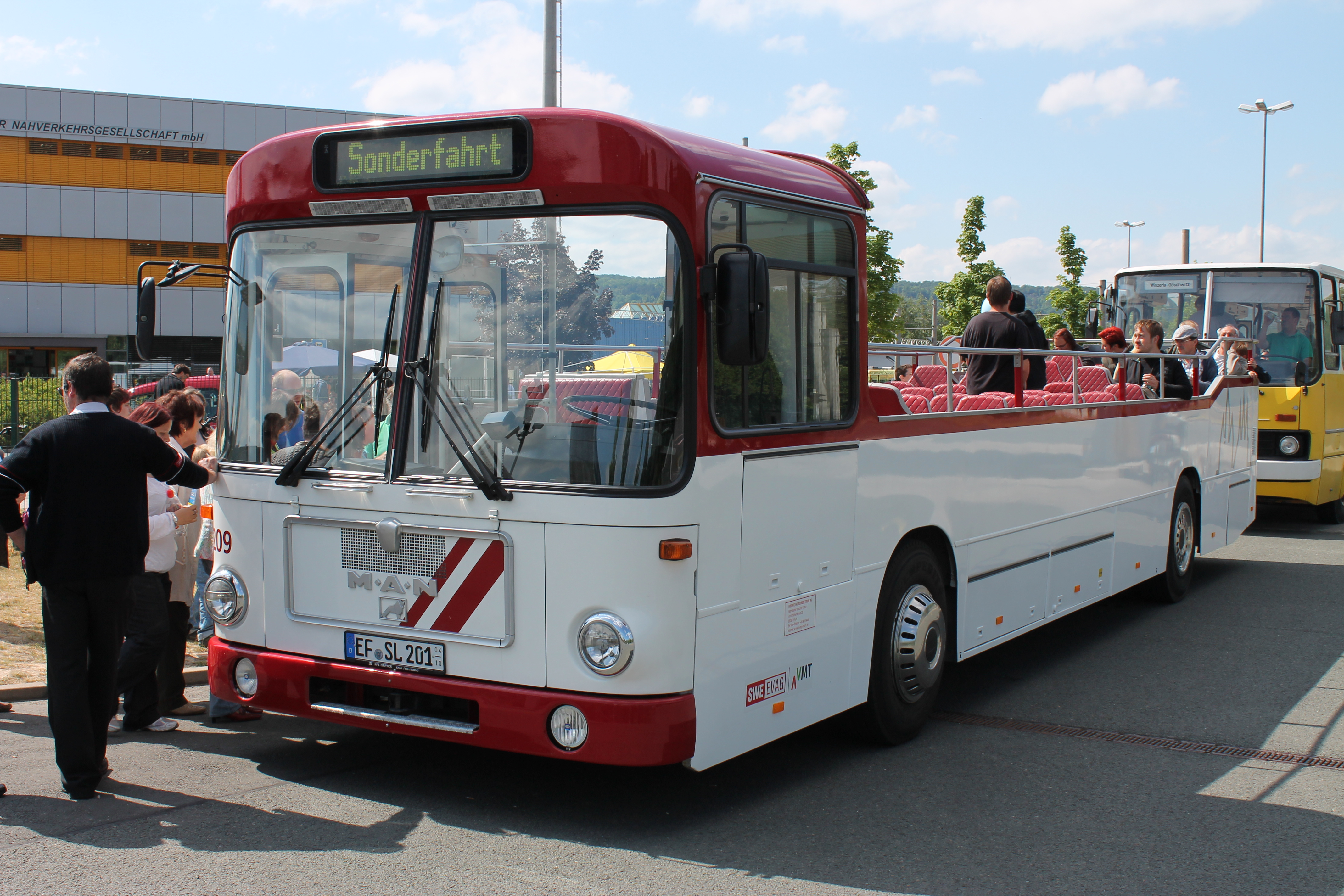
MAN SL 200 Cabrio

MAN-y serii SL 200 były od połowy lat 70. do końca lat 80. jednymi z najpopularniejszych autobusów w RFN. Na bazie podwozia modelu SL firma Waggon Union z Berlina produkowała także autobusy piętrowe MAN SD 200.
Łącznie powstało około 5500 sztuk tego modelu.
Na bazie tego modelu wyprodukowano również elektrobus MAN SL-E 200. 